# 對號快車
對號快車為臺灣鐵路公司（原臺灣鐵路管理局，略稱臺鐵或臺鐵局）對於需劃位的列車類型統稱名詞，多數運行於中長途路線，乘客需要按車票上所示的車廂和座位編號乘車。

## 概要
1949年11月11日臺鐵局開始實施對號入座服務，為對號列車始祖。在1960年代開行觀光號與光華號。在1970年臺鐵局推出較觀光號快速、但較光華號慢的莒光號快車，西部幹線電氣化完成後加上「復興號」及「自強號」等列車。臺鐵局在2023年的對號列車車型為自強號及莒光號，台鐵觀光列車也是對號列車的一種形式。

## 延伸
台灣高鐵列車採用對號座形式，但並無稱呼對號列車，僅稱對號座，自由座等等。

## 外部來源
- 臺灣鐵路東部幹線對號快車時刻表 （页面存档备份，存于）
- 臺灣鐵路西部幹線對號快車時刻表 （页面存档备份，存于）